# Bruno Gervais
Bruno Gervais (né le 3 octobre 1984 à Longueuil au Québec) est un joueur canadien de hockey sur glace.

## Biographie

### Carrière en club
Ancien porte-couleur des Gaulois du Collège Antoine-Girouard de la ligue Midget AAA, il est capitaine du Titan d'Acadie-Bathurst pour la saison 2002-2003. Il participe avec l'équipe LHJMQ au Défi ADT Canada-Russie en 2003.
Il est choisi au 182e rang (6e tour), par les Islanders de New York au cours du repêchage d'entrée dans la LNH 2003.
Il est échangé au Lightning de Tampa Bay en 2011 contre des considérations futures.
Il signe une entente avec les Flyers de Philadelphie en Juillet 2012 puis rejoint en tant qu'agent libre l'Avalanche du Colorado en juillet 2014.
Il est à nouveau capitaine avec les Monsters de Lake Erie pour la saison 2014-2015 dans la LAH.

### Autres activités
Il est aussi analyste au Réseau des sports dans différentes émission sur la LNH.

## Vie privée
Gervais est marié et père de trois enfants.  
Il est le meilleur ami d'enfance du joueur Max Talbot qu'il a rencontré en jouant au hockey mineur au Québec.

## Statistiques
| Saison     | Équipe                     | Ligue         |     | Saison régulière | Saison régulière | Saison régulière | Saison régulière | Saison régulière |   | Séries éliminatoires | Séries éliminatoires | Séries éliminatoires | Séries éliminatoires | Séries éliminatoires |
| Saison     | Équipe                     | Ligue         | PJ  | B                | A                | Pts              | Pun              | PJ               | B | A                    | Pts                  | Pun                  |                      |                      |
| 2001-2002  | Titan d'Acadie-Bathurst    | LHJMQ         | 65  | 4                | 12               | 16               | 42               | 10               | 3 | 1                    | 4                    | 6                    |                      |                      |
| 2002-2003  | Titan d'Acadie-Bathurst    | LHJMQ         | 72  | 22               | 28               | 50               | 73               | 11               | 3 | 5                    | 8                    | 14                   |                      |                      |
| 2003-2004  | Titan d'Acadie-Bathurst    | LHJMQ         | 23  | 4                | 6                | 10               | 28               | -                | - | -                    | -                    | -                    |                      |                      |
| 2004-2005  | Sound Tigers de Bridgeport | LAH           | 76  | 8                | 22               | 30               | 58               | -                | - | -                    | -                    | -                    |                      |                      |
| 2005-2006  | Sound Tigers de Bridgeport | LAH           | 55  | 16               | 25               | 41               | 70               | 7                | 1 | 2                    | 3                    | 0                    |                      |                      |
| 2005-2006  | Islanders de New York      | LNH           | 27  | 3                | 4                | 7                | 8                | -                | - | -                    | -                    | -                    |                      |                      |
| 2006-2007  | Islanders de New York      | LNH           | 51  | 0                | 6                | 6                | 28               | 5                | 1 | 1                    | 2                    | 2                    |                      |                      |
| 2006-2007  | Sound Tigers de Bridgeport | LAH           | 3   | 0                | 0                | 0                | 6                | -                | - | -                    | -                    | -                    |                      |                      |
| 2007-2008  | Islanders de New York      | LNH           | 60  | 0                | 13               | 13               | 34               | -                | - | -                    | -                    | -                    |                      |                      |
| 2008-2009  | Islanders de New York      | LNH           | 69  | 3                | 16               | 19               | 33               | -                | - | -                    | -                    | -                    |                      |                      |
| 2009-2010  | Islanders de New York      | LNH           | 71  | 3                | 14               | 17               | 31               | -                | - | -                    | -                    | -                    |                      |                      |
| 2010-2011  | Islanders de New York      | LNH           | 53  | 0                | 6                | 6                | 30               | -                | - | -                    | -                    | -                    |                      |                      |
| 2011-2012  | Lightning de Tampa Bay     | LNH           | 50  | 6                | 7                | 13               | 8                | -                | - | -                    | -                    | -                    |                      |                      |
| 2012-2013  | Heilbronner Falken         | 2. Bundesliga | 9   | 0                | 3                | 3                | 18               | -                | - | -                    | -                    | -                    |                      |                      |
| 2012-2013  | Flyers de Philadelphie     | LNH           | 37  | 1                | 5                | 7                | 10               | -                | - | -                    | -                    | -                    |                      |                      |
| 2013-2014  | Phantoms de l'Adirondack   | LAH           | 59  | 10               | 16               | 26               | 24               | -                | - | -                    | -                    | -                    |                      |                      |
| 2014-2015  | Monsters du lac Érié       | LAH           | 71  | 3                | 10               | 13               | 26               | -                | - | -                    | -                    | -                    |                      |                      |
| 2015-2016  | Eisbären Berlin            | DEL           | 31  | 8                | 11               | 19               | 14               | -                | - | -                    | -                    | -                    |                      |                      |
| 2016-2017  | Eisbären Berlin            | DEL           | 43  | 4                | 7                | 11               | 32               | 14               | 1 | 4                    | 5                    | 14                   |                      |                      |
| Totaux LNH | Totaux LNH                 | Totaux LNH    | 418 | 16               | 71               | 88               | 182              | 5                | 1 | 1                    | 2                    | 2                    |                      |                      |